# Ізяславичі Турівські
Ізяславичі Турівські — гілка нащадків третього за народженням і старшого в тріумвіраті Ярославича Ізяслава. В XI—XIII століттях правила в Турово-Пінському, Волинському, Городенському князівствах.

## Володіння
Згідно розділу руських земель в 1054 році після смерті Ярослава Мудрого Ізяславу дістався Турів. Після смерті у 1056 році В'ячеслава Ярославича в Смоленську туди з Волині був виведений Ігор Ярославич, і Волинь увійшла у володіння Ізяслава. Під час боротьби за владу в 1073—76 роках на Волині князював син Святослава Ярославича Олег, але після повернення до Києва Ізяслава і під час князювання у Києві Всеволода Ярославича на Волині укріпився Ярополк Ізяславич. До його володінь відносилися і південно-західні області Русі з Перемишлем і Теребовлею.
У ході боротьби за Підкарпатські землі між князями-ізгоями Ростиславичами та Ярополком, яка призвела до загибелі останнього у 1084 році, потомки Ізяслава втратили Перемишль і Теребовлю, Турів отримав брат Ярополка, Святополк Ізяславич, а Волинь була віддана Всеволодом Давидові Ігоровичу. В ході міжусобиці яка розпочалась на Русі після Любецького з'їзду Святополку вдалося вернути Волинь до своїх володінь, але спроба опанувати південно-західні волості провалилася.
У 1117 виник конфлікт між Ярославом Святополковичем волинським та Володимиром Мономахом, можливо, спровокований викликом Мстислава Володимировича з Новгорода на південь, і Ярослав втратив Володимир-Волинський на користь Мономаховичів, а потім загинув під стінами міста (1123). За однією з версій, Городенське князівство залишилося під владою нащадків Ізяслава Ярославича.
Після смерті Святополковичів Мономаховичі оволоділи і Туровом, але під час міжусобиць середини XII століття внуку Святополка Ізяславича, Юрію Ярославичу вдалось вокняжитись в Турові (1161) та відбити усі спроби Мономаховичів повернути собі місто. Після цього князівством володіли його нащадки, а столиця перемістилася з Турова в Пінськ. Також відомі уділи в Дубровиці, Клецьку, Мозирі, Слуцьку, Несвіжі і Чарторийську.

## Нащадки
Ізяслава Ярославича та його сина Святополка своїм предком вважали українські князі Четвертинські, які в XVI-XVIII ст. додали до свого прізвища приставку Святополк- та писались Святополк-Четвертинськими. Відомий рід Городецьких князів XIV-XV ст, який скоріш за все також походив від Ізяславичів, найвідомішим його представником був князь Давид Дмитрович, зять великого князя литовського, Ольгерда.
На думку деяких дослідників, зокрема В. Антоновича, потомками Ізяславичів були руські княжі роди Острозьких та Заславські. Деякі сучасні історики добавляють до них і княжі роди які походили від Федора Несвізького — князів Збаразьких, Вишневецьких, Порицьких та Воронецьких. Цю версію підтвердило і недавнє дослідження ДНК представника роду Воронецьких яке виявило у нього спільну для Рюриковичів гаплогрупу N1c1

## Генеалогія
- Ізяслав-Дмитро Ярославич (1024—1078) — Великий князь Київський (1054—1068, 1069—1073, 1077—1078)
  - Мстислав Ізяславич (? — 1069) — бастард Ізяслава; князь новгородський (1065—1067 рр.) і полоцький (1067—1069 рр.).
    - Ростислав Мстиславич (? — 1093)

  - Ярополк-Петро Ізяславич (1050—1086) — князь полоцький (1071 р.), вишгородський (1077—1078 рр.), турівський і волинський (1078—1086 рр.). 1075 р. короновний папою як король Русі
    - Ярослав Ярополкович (?—1102) — князь луцький.
      - Вячеслав Ярославич (?—після 1127) — князь клецький.

    - Вячеслав Ярополкович (? — 1104)
    - Анастасія Ярополківна — за Глібом Всеславичем

  - Святополк Ізяславич (8 листопада 1050 — 16 квітня 1113) — князь полоцький (1070—1071 рр.), новгородський (1078—1088 рр.), турівський (1088—1093 рр.) і великий князь київський (24 квітня 1093 — 16 квітня 1113).
    - Мстислав Святополкович (?—1099) — князь волинський (1097—1099 рр.).
    - Ярослав Святополкович (?—1123) — князь волинський (1100—1118 рр.). У 1091 р. одружився з дочкою угорського короля Ласло І. Після 1106 р., по смерті першої дружини, взяв дочку польського короля Владислава-Германа. Третій шлюб було укладено 1112 р. з дочкою Мстислава Володимировича.
      - Юрій Ярославич (? — бл. 1168) — князь турівський (1148—1150, 1151—1154, 1157 — до 1168 рр.). У важких умовах зумів утримати Турівську землю для нащадків Святополка Ізяславича. У 1144 р. одружився з дочкою городенського князя Всеволодка Давидовича.
        - Іван Юрійович (?—після 1170) — князь турівський (до 1168 р. — після 1170 р.).
          - Андрій Іванович (1195 — 1 червня 1223) — князь турівський (?—1223). Загинув у битві на Калці.

        - Святополк Юрійович (?—1190) — князь турівський (після 1170 р.)
          - Володимир Святополкович (Глібович)(?) (?-1228) — князь пінський (?—1228)
            - Володимир Володимирович (можливо Ростиславич)(?) (? — після 1229) — князь пінський (1228—?)
              - Федір Володимирович (?—після 1262) — згадується як пінський князь у 1262 р.
              - Юрій Володимирович (?—1290) — князь пінський (?—1290)
                - N (Ярослав) Юрійович — князь пінський(?)
                - Дмитро Юрійович (?) — князь турівський(?)
                  - Давид Дмитрович (?—після 1387) — князь турівський, городецький, був одружений з Марією, донькою великого князя литовського Ольгерда.
                    - Митько Давидович (? — бл. 1435) — князь городецький, турівський.

                  - Іван Дмитрович
                  - Юрій Дмитрович

                - Данило Юрійович (Острозький) (? — після 1366) — князь острозький.

              - Демид Володимирович (згад. 1290) — князь пінський (1290—?)

            - Михайло Володимирович(?) (?—після 1247) — згадується у 1247 р. як князь пінський.

          - Ростислав Святополкович (можливо син Гліба Юрійовича) (?—після 1232) — князь пінський (1223(?) — 1232)

        - Ярослав Юрійович (? — до 1183) — князь пінський
        - Гліб Юрійович (? — 17 березня 1195) — князь дубровицький (1182—1190), турівський (1190—1195)
          - Олександр Глібович (? — 1 червня 1223) — князь дубровицький (?-1223). Загинув у битві на Калці.
            - Гліб Олександрович (можливо син Ростислава Святополковича) (?—до 1292) — відомий лише по імені свого сина. Ймовірно князь степанський та дубровицький
              - Іван Глібович (?—1290) — князь степанський (до 1290 р.)
                - Володимир Іванович — князь степанський (після 1290 р.)

        - Ярополк Юрійович — князь пінський (кін. XII ст.)
        - Анна Юріївна (? — після 1205) — дружина великого князя київського Рюрика Ростиславича. У 1202 р. насильно пострижена у монашки.
        - Малфріда Юріївна (? — після 1168) — дружина луцького князя Всеволода Ярославича.

      - Софія Ярославна (?—1158) — дружина мінського князя Ростислава Глібовича.
      - Прибислава Ярославна (?—після 1136) — дружина західнопоморського князя Ратибора I

    - Брячислав Святополкович (1104 — 28 березня 1123)
    - Ізяслав Святополкович (? — 23 грудня 1127)
    - Збислава Святополківна (?—1113) у 1103 р. була видана за польського короля Болеслава III Кривоустого.
    - Предслава Святополківна (? — після 1104) У 1104 р. була видана за князя Алмоша, брата угорського короля Калмана Книжника.